# Leap Year
Leap Year is een Brits-Amerikaanse romantische film uit 2010, geregisseerd door Anand Tucker. De hoofdrollen worden gespeeld door Amy Adams en Matthew Goode.
De film ging op 6 januari 2010 in voorpremière in New York en op 8 januari 2010 in de rest van de Verenigde Staten. Op 8 juli 2010 ging de film draaien in de Nederlandse bioscopen.

## Verhaal
De film gaat over een vrouw (Anna Brady), die naar Ierland gaat om haar vriend (Jeremy Sloane) een huwelijksaanzoek te doen op schrikkeldag (in het Engels vertaald als Leap day). De Ierse traditie  is dat op deze dag de vrouwen hun geliefden ten huwelijk mogen vragen en mannen niet mogen weigeren. Haar plannen worden echter gedwarsboomd door een aantal gebeurtenissen en omstandigheden, als ze een aantrekkelijke maar opstandige barkeeper ontmoet (Declan O'Callaghan), die haar naar Dublin moet brengen.

## Rolverdeling
| Acteur        | Personage  |
| ------------- | ---------- |
| Amy Adams     | Anna Brady |
| Matthew Goode | Declan     |
| Adam Scott    | Jeremy     |
| John Lithgow  | Jack Brady |
| Kaitlin Olson | Libby      |

## Productie
Op 17 oktober 2008 werd aangekondigd dat Amy Adams de hoofdrol van Anna Brady zou gaan vertolken. Op 23 november werd Anand Tucker voor de regie aangetrokken, met Simon Beaufoy, Harry Elfont en Deborah samenwerkend aan het filmscript. Op 12 februari 2009 werd Matthew Goode verbonden aan de film in de rol van Declan O'Callaghan, als de opstandige barman. Op 18 maart 2009 werd Adam Scott gecast als Jeremy Sloane, Anna's verloofde. De film werd opgenomen in County Wicklow, Dublin, County Mayo en County Galway met de filmlocaties rond de Araneilanden, Connemara, Temple Bar, Wicklow National Park, Olaf Street en Waterford. Op 19 oktober 2009 kreeg Randy Edelman de opdracht de filmscore te componeren.

## Soundtrack
Een soundtrack voor de film werd uitgebracht op cd door het platenlabel Varèse Sarabande op 12 januari 2010. Het album bevat de originele filmcomposities van Randy Edelman en werd verder aangevuld met popnummers van diverse artiesten, die zowel bij het begin en de aftiteling als tijdens de film te horen zijn.
- "More and More of your Amor" door Nat King Cole
- "I Want You" door Kelly Clarkson
- "Day to Day" door Eulogies
- "Waltz with Anna" door Brombies
- "Patsy Fagan"
- "Leaping Lizards" door Brombies
- "Within a Mile of Home" door Flogging Molly
- "Buffalo Galls"
- "The Staunton Lick" door Lemon Jelly
- "Dream a Little Dream of Me" door The Mamas & The Papas
- "Only Love Can Break your Heart" door Gwyneth Herbert
- "Never Forget You" door Noisettes
- "You Got Me" door Colbie Caillat
- "Just Say Yes" door Snow Patrol